# Веймер, Лилиана
Лилиана Веймер (исп. Liliana Weimer; 13 августа 1955, Буэнос-Айрес, Аргентина) — аргентинская и мексиканская актриса театра и кино, телеведущая.

## Биография
Родилась 13 августа 1955 года в Буэнос-Айресе. Изучала актёрское мастерство в Аргентине у Аугусто Фернандеса.
В 1985 году дебютировала в мексиканском телесериале Пожить немножко, часть сцен которого снималась в Аргентине. Продолжая сниматься в сериале, Лилиана переехала в Мексику и вскоре решила поселиться там. Продолжила актёрское образование у Луиса де Тавиры в Национальном автономном университете Мексики. Вскоре её карьера пошла в гору, она снималась в таких теленовеллах, как «Pobre juventud» («Бедная молодежь»), «Monte Calvario» («Гора страдания») и «Rosa salvaje» («Дикая роза»).
В 1996 году вернулась в Аргентину, где продолжила сниматься и играть в театре. В 2003 году стала художественным руководителем аргентинского театра Abasto Social Club.

## Фильмография

### Мексика

#### Сериалы
- 1985—2007 — Женщина, случаи из реальной жизни (всего 22 сезона).

##### Televisa
- 1985 — Пожить немножко — Сильвина.
- 1987-88 — Дикая Роза — Ванесса де Рейносо.
- 1988 — Гора страдания — Сусана.
- 1989-90 — Просто Мария — Бренда.
- 1990 — В собственном теле — Сорал Лабрада.
- 1994-96 — Розовые шнурки — Патрисия Давила.

#### Аргентина

##### Фильмы
- 2000 — Один и со мной[исп.]
- 2005 — Самоубийцы — Виуда
- 2015 — Дикие истории

##### Сериалы
- 2001 — Врачи-2

## Театральные работы
- Сын с дорожным рюкзаком (Hijo con mochila de viaje)
- Урдинаррайн (Urdinarrain)
- Подводная родина (La patria submarina)
- Розовый куст на руинах (El rosal de las ruinas)
- Леонсе и Лена (Leonce y Lena)
- Второе небо (Segundo cielo)
- Сказка о скрипке (El cuento del violín)
- Шанхай (Shangay)
- Сеньора президент[исп.]